# Падилья, Хуан де
Хуан Лопес де Пади́лья (исп. Juan López de Padilla; 10 ноября 1490 (в некоторых источниках 1484), Толедо — 24 апреля 1521, Вильялар-де-лос-Комунерос, Провинция Вальядолид) — испанский народный герой, вождь Восстания коммунерос в Кастилии против Карла V.

## Биография
Хуан Лопес де Падилья родился в семье идальго в Толедо. 18 августа 1511 года женился в Гранаде на Марии Пачеко, урождённой графине Тендилья (из более знатной дворянской семьи), и некоторое время жил с ней в этом городе. Когда в 1518 году умер его отец, вернулся вместе с женой в Толедо и стал местным комендантом. Поскольку, по всей видимости, король Карлос не назначил его на желаемую им должность, а также подстрекаемый своей женой, он в 1520 году отказался предоставлять королю деньги и людей для его европейских кампаний.

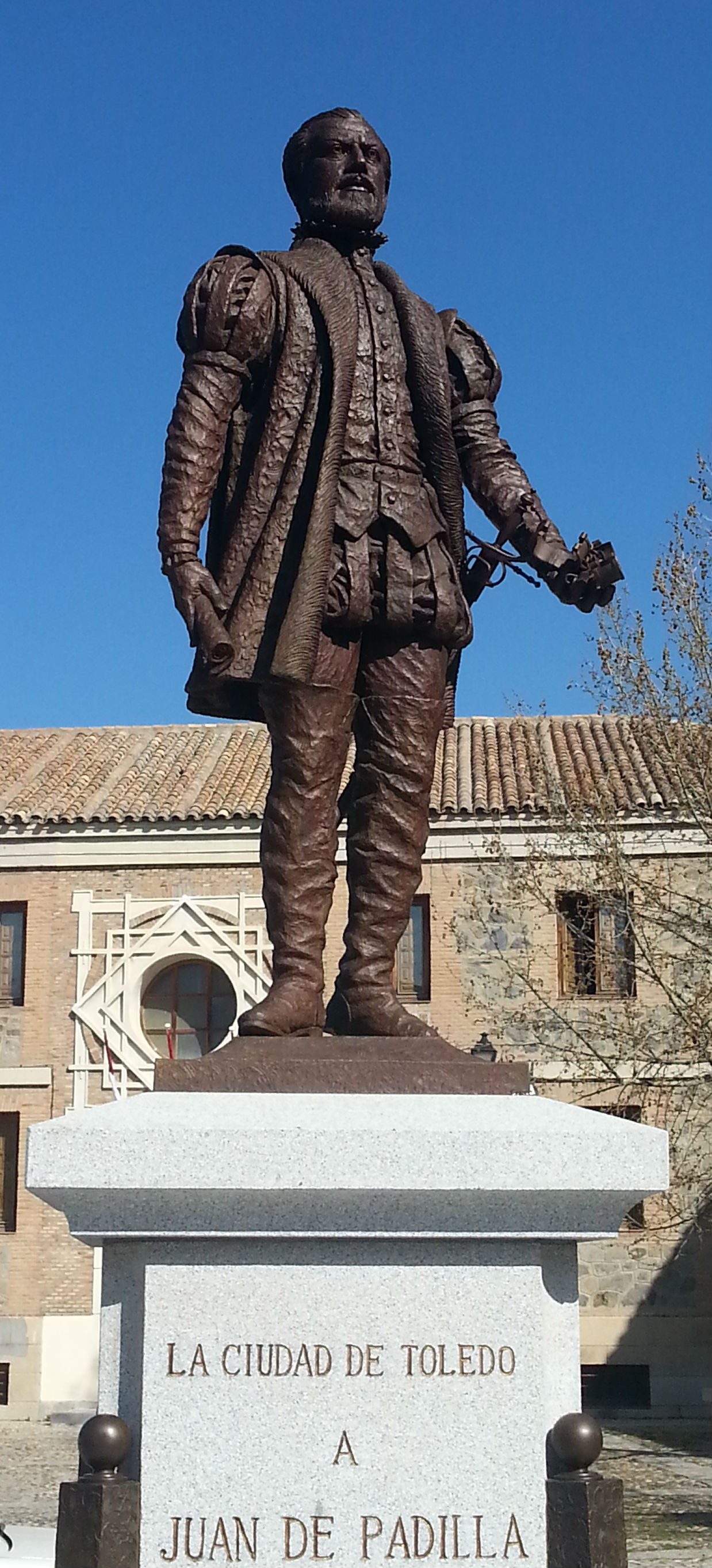
Памятник Хуану де Падилья в Толедо

Будучи также противником присутствия на руководящих должностях в стране фламандцев, он в начале 1520 года создал так называемую «Священную хунту», опиравшуюся в значительной степени на простолюдинов. С апреля 1520 года начал боевые действия против королевских войск, 29 июля 1520 года был назначен главнокомандующим «армии простолюдинов».
Первоначально хунта пыталась установить национальное правление во главе с Хуаной Кастильской, но потеряла поддержку дворянства, после отмены дворянских привилегий и провозглашения демократии. Хотя дворяне и захватили Тордесильяс и ещё несколько городов (в частности, 31 декабря 1520 года повстанцы заняли Вальядолид), но все полученные преимущества были потеряны из-за прекращения боевых действий хунтой, которая не имела полного согласия со своим лидером (в частности, некоторые простолюдины оспаривали его лидерство). Армия Падильи, почти полностью состоявшая из пехотинцев, была разбита королевской кавалерией вблизи Вильялара 23 апреля 1521 года; Падилья был взят в плен вместе с двумя другими вожаками, Хуаном Браво и Франсиско Мальдонадо, и утром следующего дня обезглавлены. В отличие от Браво и Мальдонадо, останки Падильи не были похоронены на его родине, а первоначально были погребены на монастырском кладбище Ла-Мехорада в Ольмедо.
Выдающую роль в этом восстании играла также его жена, защищавшая Толедо на протяжении шести месяцев после его смерти и до 1522 года державшаяся против имперских войск в Алькасаре, откуда бежала в Португалию, где умерла в 1531 году. Два письма Падильи, посланные жене в день смерти (напечатаны в III томе Робертсона «Истории Карла V»), в течение столетий считались образцом возвышенного красноречия. Падилья и его жена стали героями многих драм и поэм в испанской литературе. В ряде источников вплоть до начала XX века (в частности, в ЭСБЕ) указывалось, что изначально Падилья был не дворянином, а пастухом.
15 марта 2015 года Хуану де Падилье в Толедо был открыт памятник.